# Ezterenzubi
Ezterenzubi  (en francès i oficialment Estérençuby), és un municipi de la Nafarroa Beherea (Baixa Navarra), un dels set territoris que formen Euskal Herria, al departament dels Pirineus Atlàntics i a la regió de la Nova Aquitània. Limita amb les comunes d'Ahatsa-Altzieta-Bazkazane i Aintzila al nord, Lekunberri a l'est i Eiheralarre a l'oest

## Demografia
| 1901 | 1962 | 1968 | 1975 | 1982 | 1990 | 1999 |
| --- | ---- | ---- | ---- | ---- | ---- | ---- |
| 661 | 530  | 503  | 512  | 457  | 427  | 382  |
| A partir de 1962, el cens té en compte la població resident definida com a "Population sans doubles comptes" per l'INSEE |      |      |      |      |      |      |